# الندیل (تنسی)
الندیل (به انگلیسی: Ellendale) یک منطقهٔ مسکونی در ایالات متحده آمریکا است که در شهرستان شلبی، تنسی واقع شده‌است. الندیل ۹۲٫۹۷ متر بالاتر از سطح دریا واقع شده‌است.